# Sportgemeinschaft Sonnenhof Großaspach 2017-2018
Questa voce raccoglie le informazioni riguardanti la Sportgemeinschaft Sonnenhof Großaspach nelle competizioni ufficiali della stagione 2017-2018.

## Stagione
Nella stagione 2017-2018 il Sonnenhof Grossaspach, allenato da Sascha Hildmann, concluse il campionato di 3. Liga al 14º posto.

## Rosa
| N. |                        | Ruolo | Calciatore         |
| -- | ---------------------- | ----- | ------------------ |
| 1  | Germania (bandiera)    | P     | Kevin Broll        |
| 4  | Germania (bandiera)    | D     | Lukas Hoffmann     |
| 5  | Germania (bandiera)    | D     | Julian Leist       |
| 6  | Germania (bandiera)    | C     | Sebastian Bösel    |
| 7  | Kosovo (bandiera)      | A     | Shqiprim Binakaj   |
| 8  | Germania (bandiera)    | C     | Pascal Sohm        |
| 9  | Germania (bandiera)    | A     | Saliou Sané        |
| 10 | Grecia (bandiera)      | A     | Taxiarchīs Fountas |
| 13 | Stati Uniti (bandiera) | C     | Joe Gyau           |
| 14 | Austria (bandiera)     | A     | Alexander Aschauer |
| 15 | Italia (bandiera)      | D     | Felice Vecchione   |
| 16 | Stati Uniti (bandiera) | A     | Mario Rodríguez    |
| 17 | Germania (bandiera)    | D     | Sebastian Schiek   |

| N. |                     | Ruolo | Calciatore       |
| -- | ------------------- | ----- | ---------------- |
| 18 | Germania (bandiera) | A     | Timo Röttger     |
| 19 | Germania (bandiera) | A     | Makana Baku      |
| 20 | Turchia (bandiera)  | D     | Özgür Özdemir    |
| 21 | Germania (bandiera) | P     | Maximilian Reule |
| 22 | Germania (bandiera) | C     | Daniel Hägele    |
| 23 | Germania (bandiera) | C     | Nico Gutjahr     |
| 24 | Germania (bandiera) | C     | Yannick Thermann |
| 25 | Germania (bandiera) | D     | Kai Gehring      |
| 27 | Germania (bandiera) | C     | Michael Vitzthum |
| 28 | Germania (bandiera) | C     | Dominik Pelivan  |
| 29 | Germania (bandiera) | C     | Jannes Hoffmann  |
| 30 | Germania (bandiera) | C     | Jeff-Denis Fehr  |

## Organigramma societario
Area tecnica
- Allenatore: Sascha Hildmann
- Allenatore in seconda: Zlatko Blaskic, Martin Cimander
- Preparatore dei portieri: David Yelldell
- Preparatori atletici: Axel Mäder, Axel Mäder, Jonas Halder, Sissi Stättmayer

## Calciomercato

### Sessione estiva
| Acquisti | Acquisti            | Acquisti                    | Acquisti |
| R.       | Nome                | da                          | Modalità |
| -------- | ------------------- | --------------------------- | -------- |
| C        | Dominik Pelivan     | Hertha Berlino II           |          |
| C        | Yannick Thermann    | Kickers Stoccarda           |          |
| A        | Makana Baku         | Magonza U19                 |          |
| C        | Sebastian Bösel     | Bayern Monaco II            |          |
| C        | Jannes Hoffmann     | Norimberga II               |          |
| D        | Özgür Özdemir       | Ried                        |          |
| C        | Przemysław Płacheta | RB Lipsia U19               |          |
| P        | Maximilian Reule    | Wehen Wiesbaden             |          |
| A        | Saliou Sané         | Sportfreunde Lotte          |          |
| D        | Matthias Stüber     | FSV 08 Bietigheim-Bissingen |          |
| C        | Michael Vitzthum    | Wehen Wiesbaden             |          |

| Cessioni | Cessioni            | Cessioni         | Cessioni |
| R.       | Nome                | a                | Modalità |
| -------- | ------------------- | ---------------- | -------- |
| D        | Matthias Stüber     | Astoria Walldorf |          |
| D        | Michl Bauer         | TSG Backnang     |          |
| D        | Marcel Damaschek    | Wuppertal        |          |
| D        | Marlon Krause       | Saarbrücken      |          |
| A        | Arnold Lechler      | Altona 93        |          |
| C        | Jeremias Lorch      | Wehen Wiesbaden  |          |
| C        | Michaël Maria       | Erzgebirge Aue   |          |
| C        | Manfred Osei-Kwadwo | Kaiserslautern   |          |
| A        | Lucas Röser         | Dinamo Dresda    |          |
| P        | Dominik Traub       | Reutlingen       |          |

### Sessione invernale
| Acquisti | Acquisti        | Acquisti      | Acquisti |
| R.       | Nome            | da            | Modalità |
| -------- | --------------- | ------------- | -------- |
| C        | Jeff-Denis Fehr | Hansa Rostock |          |

| Cessioni | Cessioni            | Cessioni      | Cessioni |
| R.       | Nome                | a             | Modalità |
| -------- | ------------------- | ------------- | -------- |
| C        | Przemysław Płacheta | Pogoń Siedlce |          |

## Risultati

### 3. Liga

#### Girone di andata
| Arbitro: | Brand |

|                                            |           |               |
| Schiek 44’ Gyau 57’ Hägele 72’ Özdemir 89’ | Marcatori | 85’ Lohkemper |

| Rostock 29 luglio 2017, ore 14:00 CEST 2ª giornata | Hansa Rostock | 0 – 0 referto | Sonnenhof G. | Ostseestadion (12 500 spett.)\| Arbitro: \| Willenborg \| |
| Arbitro:                                           | Willenborg    |               |              |                                                           |

| Arbitro: | Alt |

|                              |           |  |
| Vitzthum 22’ Sohm 65’ (rig.) | Marcatori |  |

| Arbitro: | Schult |

|                                                    |           |  |
| Wassey 25’ Zolinski 37’, 43’ Michel 51’ Srbeny 65’ | Marcatori |  |

| Aspach 19 agosto 2017, ore 14:00 CEST 5ª giornata | Sonnenhof G.   | 0 – 0 referto | Aalen | Mechatronik Arena (2 500 spett.)\| Arbitro: \| Steinhaus-Webb \| |
| Arbitro:                                          | Steinhaus-Webb |               |       |                                                                  |

| Jena 26 agosto 2017, ore 14:00 CEST 6ª giornata | Carl Zeiss Jena | 0 – 0 referto | Sonnenhof G. | Ernst-Abbe-Sportfeld (3 903 spett.)\| Arbitro: \| Kornblum \| |
| Arbitro:                                        | Kornblum        |               |              |                                                               |

| Arbitro: | Lossius |

|  |           |               |
|  | Marcatori | 14’ Danneberg |

| Arbitro: | Zorn |

|          |           |                                                 |
| Hain 88’ | Marcatori | 30’ Aschauer 51’, 63’ Hägele 73’ (rig.) Binakaj |

| Arbitro: | Müller |

|            |           |  |
| Hägele 78’ | Marcatori |  |

| Arbitro: | Skorczyk |

|                                                     |           |  |
| Blacha 8’ Andrist 26’, 28’ Müller 30’ Schäffler 49’ | Marcatori |  |

| Arbitro: | Müller |

|            |           |                                         |
| Röttger 6’ | Marcatori | 20’ Dahmani 54’ (aut.) Leist 87’ Bender |

| Arbitro: | Weickenmeier |

|                           |           |  |
| Röser 16’ Fetsch 20’, 89’ | Marcatori |  |

| Arbitro: | Lossius |

|                                  |           |           |
| Sané 49’ Röttger 53’ Gehring 64’ | Marcatori | 74’ Frahn |

| Arbitro: | Bläser |

|  |           |                   |
|  | Marcatori | 13’ Sohm 17’ Gyau |

| Arbitro: | Winter |

|  |           |                                             |
|  | Marcatori | 15’, 58’ Röttger 19’, 87’ Sané 89’ Vitzthum |

| Arbitro: | Alt |

|                     |           |  |
| Thermann 64’ (rig.) | Marcatori |  |

| Arbitro: | Fritsch |

|           |           |              |
| Girth 15’ | Marcatori | 75’ Vitzthum |

| Arbitro: | Schütz |

|             |           |                                |
| Röttger 33’ | Marcatori | 13’, 83’ Ademi 39’ Skarlatidis |

| Arbitro: | Wollenweber |

|              |           |                                                   |
| Grimaldi 59’ | Marcatori | 35’ (aut.) Grimaldi 41’ Sané 58’ Gyau 65’ Röttger |

#### Girone di ritorno
| Arbitro: | Weickenmeier |

|                                |           |  |
| Niemeyer 7’ Beck 12’ Düker 29’ | Marcatori |  |

| Aspach 20 marzo 2018, ore 19:00 CET 21ª giornata | Sonnenhof G. | 0 – 0 referto | Hansa Rostock | Mechatronik Arena (2 200 spett.)\| Arbitro: \| Skorczyk \| |
| Arbitro:                                         | Skorczyk     |               |               |                                                            |

| Arbitro: | Dietz |

|                       |           |  |
| Miatke 22’ Eisele 28’ | Marcatori |  |

| Arbitro: | Lossius |

|             |           |           |
| Gehring 74’ | Marcatori | 34’ Tietz |

| Arbitro: | Brand |

|                                 |           |          |
| Morys 11’, 32’, 52’ Stanese 79’ | Marcatori | 40’ Sané |

| Aspach 17 febbraio 2018, ore 14:00 CET 25ª giornata | Sonnenhof G. | 0 – 0 referto | Carl Zeiss Jena | Mechatronik Arena (1 300 spett.)\| Arbitro: \| Fritsch \| |
| Arbitro:                                            | Fritsch      |               |                 |                                                           |

| Arbitro: | Winter |

|                      |           |          |
| Heider 64’ Iyoha 77’ | Marcatori | 88’ Sané |

| Arbitro: | Müller |

|          |           |                     |
| Gyau 67’ | Marcatori | 22’ Porath 30’ Hain |

| Arbitro: | Brütting |

|                                      |           |             |
| Çamoğlu 47’ Pisot 63’ Föhrenbach 79’ | Marcatori | 86’ Röttger |

| Arbitro: | Cortus |

|             |           |                              |
| Röttger 17’ | Marcatori | 36’ Pezzoni 83’, 89’ Andrist |

| Arbitro: | Schütz |

|           |           |                                |
| Kegel 31’ | Marcatori | 3’ Fountas 43’ Gyau 90’ Hägele |

| Arbitro: | Dietz |

|  |           |                              |
|  | Marcatori | 27’, 54’ Lindenhahn 53’ Bohl |

| Arbitro: | Wollenweber |

|                        |           |                            |
| Sumusalo 37’ Grote 55’ | Marcatori | 14’, 54’ Binakaj 83’ Leist |

| Arbitro: | Hussein |

|          |           |                         |
| Sohm 32’ | Marcatori | 82’ (rig.) Oesterhelweg |

| Arbitro: | Schult |

|                       |           |                              |
| Röttger 60’ Leist 88’ | Marcatori | 14’ Kazior 66’ (rig.) Kruska |

| Arbitro: | Winter |

|  |           |                                                                        |
|  | Marcatori | 5’ Röttger 28’ (rig.) Thermann 38’ Bösel 41’ Fehr 55’ Binakaj 70’ Baku |

| Arbitro: | Schwermer |

|                   |           |                                |
| Sohm 19’ Sané 56’ | Marcatori | 30’ Kremer 42’ Bähre 86’ Girth |

| Arbitro: | Skorczyk |

|          |           |          |
| Ademi 5’ | Marcatori | 31’ Sané |

| Arbitro: | Haslberger |

|                      |           |                               |
| Özdemir 26’ Sohm 66’ | Marcatori | 38’ Rinderknecht 50’ Hoffmann |

## Statistiche

### Statistiche di squadra
| Competizione | Punti | In casa | In casa | In casa | In casa | In casa | In casa | In trasferta | In trasferta | In trasferta | In trasferta | In trasferta | In trasferta | Totale | Totale | Totale | Totale | Totale | Totale | DR |
| Competizione | Punti | G       | V       | N       | P       | Gf      | Gs      | G            | V            | N            | P            | Gf           | Gs           | G      | V      | N      | P      | Gf     | Gs     | DR |
| ------------ | ----- | ------- | ------- | ------- | ------- | ------- | ------- | ------------ | ------------ | ------------ | ------------ | ------------ | ------------ | ------ | ------ | ------ | ------ | ------ | ------ | -- |
| 3. Liga      | 47    | 19      | 5       | 7       | 7       | 23      | 26      | 19           | 7            | 4            | 8            | 32           | 34           | 38     | 12     | 11     | 15     | 55     | 60     | -5 |
| Totale       | 47    | 19      | 5       | 7       | 7       | 23      | 26      | 19           | 7            | 4            | 8            | 32           | 34           | 38     | 12     | 11     | 15     | 55     | 60     | -5 |

### Andamento in campionato
| Giornata  | 1 | 2 | 3 | 4 | 5 | 6 | 7 | 8 | 9 | 10 | 11 | 12 | 13 | 14 | 15 | 16 | 17 | 18 | 19 | 20 | 21 | 22 | 23 | 24 | 25 | 26 | 27 | 28 | 29 | 30 | 31 | 32 | 33 | 34 | 35 | 36 | 37 | 38 |
| --------- | - | - | - | - | - | - | - | - | - | -- | -- | -- | -- | -- | -- | -- | -- | -- | -- | -- | -- | -- | -- | -- | -- | -- | -- | -- | -- | -- | -- | -- | -- | -- | -- | -- | -- | -- |
| Luogo     | C | T | C | T | C | T | C | T | C | T  | C  | T  | C  | T  | T  | C  | T  | C  | T  | T  | C  | T  | C  | T  | C  | T  | C  | T  | C  | T  | C  | T  | C  | C  | T  | C  | T  | C  |
| Risultato | V | N | V | P | N | N | P | V | V | P  | P  | P  | V  | V  | V  | V  | N  | P  | V  | P  | N  | P  | N  | P  | N  | P  | P  | P  | P  | V  | P  | V  | N  | N  | V  | P  | N  | N  |
| Posizione | 1 | 3 | 3 | 9 | 8 | 9 | 9 | 7 | 5 | 6  | 8  | 9  | 8  | 8  | 6  | 6  | 6  | 8  | 6  | 8  | 8  | 9  | 9  | 11 | 11 | 11 | 11 | 13 | 13 | 11 | 14 | 12 | 13 | 13 | 13 | 14 | 14 | 14 |

Legenda:

Luogo: C = Casa; T = Trasferta. Risultato: V = Vittoria; N = Pareggio; P = Sconfitta.

### Statistiche dei giocatori
| A. Aschauer  | 9  | 1  | 0  | 0 |
| M. Baku      | 28 | 1  | 2  | 0 |
| S. Binakaj   | 26 | 4  | 2  | 0 |
| K. Broll     | 35 | 0  | 0  | 0 |
| S. Bösel     | 34 | 1  | 9  | 0 |
| J. Fehr      | 10 | 1  | 4  | 1 |
| T. Fountas   | 14 | 1  | 2  | 0 |
| K. Gehring   | 34 | 2  | 11 | 0 |
| N. Gutjahr   | 5  | 0  | 0  | 0 |
| J. Gyau      | 30 | 5  | 5  | 1 |
| J. Hoffmann  | 21 | 0  | 3  | 0 |
| L. Hoffmann  | 3  | 0  | 0  | 0 |
| D. Hägele    | 30 | 5  | 4  | 0 |
| J. Leist     | 34 | 2  | 3  | 2 |
| D. Pelivan   | 16 | 0  | 1  | 0 |
| P. Płacheta  | 2  | 0  | 0  | 0 |
| M. Reule     | 3  | 0  | 0  | 0 |
| M. Rodríguez | 17 | 0  | 2  | 0 |
| T. Röttger   | 31 | 10 | 5  | 0 |
| S. Sané      | 29 | 8  | 5  | 0 |
| S. Schiek    | 19 | 1  | 0  | 0 |
| P. Sohm      | 25 | 5  | 4  | 0 |
| Y. Thermann  | 21 | 2  | 6  | 0 |
| F. Vecchione | 0  | 0  | 0  | 0 |
| M. Vitzthum  | 27 | 3  | 4  | 0 |
| Ö. Özdemir   | 24 | 2  | 7  | 1 |